# 飯田元親
飯田元親（?—1535年）戰國時代的武將。毛利氏家臣。通稱四郎次郎。兒玉元良（與兒玉就忠之子兒玉元良不同）的次男。弟弟為元重。兒子為元裕。毛利十八將之一。

## 略歷
元親的飯田氏，以信濃國飯田莊的首領飯田義基為祖先，義基之曾孫飯田師貞時，跟隨毛利時親來到安藝國，世代都擔任安藝國吉田莊内的山手、中馬、石浦的代官。然而，與率領毛利水軍的飯田義武所屬的飯田氏（以源賴信的子孫飯田信基為祖先）為不同系譜。
元親為兒玉元良的次男，繼承飯田氏。永正13年（1516年），受大内義興之命跟隨毛利興元，於進攻武田元繁的山縣郡有田城時建立軍功。大永3年（1523年），毛利元就繼承家督之際，為連署署名的15位宿老其中一人。
天文4年（1535年）死去。家督由弟弟元重繼承。